# Ray Vanstone
James Ray Vanstone (* 12. August 1933 bei Owen Sound in Ontario, Kanada; † 9. April 2001 in Florida) war ein kanadischer Mathematiker, der sich mit Differentialgeometrie und multilinearer Algebra befasste, insbesondere in Verbindung mit Relativitätstheorie.

## Leben
Vanstone studierte an der University of Toronto mit dem Bachelor- und Master-Abschluss und wurde 1959 an der University of Natal in Südafrika bei Hanno Rund promoviert (Generalized Metric Differential Geometry). 1959 wurde er Lecturer, 1961 Assistant Professor, 1965 Associate Professor und 1973 Professor an der University of Toronto. 1995 emeritierte er. Er starb in seinem Winter-Domizil in Florida an einem Herzanfall.
Mit seinen Kollegen in Toronto Stephen Halperin und Werner H. Greub schrieb er ein dreibändiges Lehrbuch über Differentialgeometrie.
Er war Gastprofessor und Gastwissenschaftler an der Flinders University in Australien, der University of Western Australia in Perth, der ETH Zürich, der University of Arizona und der Universität Mannheim und er war 1969 bis 1972 und 1981 bis 1983 im Leitungsrat der Canadian Mathematical Society (CMS). 1965 bis 1967 war er Herausgeber des Bulletin der CMS und 1983 bis 1988 des Journal der CMS.
Er war verheiratet und hatte zwei Töchter und zwei Söhne.

## Schriften (Auswahl)
- mit Stephen Halperin, Werner H. Greub: Connections, Curvature and Cohomology, 3 Bände (Band 1: De Rham Cohomology of Manifolds and Vector Bundles, Band 2 Lie Groups, Principal Bundles and Characteristic Classes, Band 3 Cohomology of principal bundles and homogeneous spaces), Academic Press 1972, 1973, 1976